# Туиатуа Тупуа Тамасесе Эфи
Туиатуа Тупуа Тамасесе Эфи (род. 1 марта 1938, Западное Самоа) — государственный и политический деятель Самоа, бывший глава государства (О ле Ао О ле Мало) Самоа.
Был избран в качестве главы государства 16 июня 2007 года на пятилетний срок. Официально объявлен в качестве главы государства 20 июня 2007 года. 19 июля 2012 года переизбран парламентом на второй срок.

## Личные данные
Родился 1 марта 1938 года в деревне Мотоота, Самоа.
Родители — Тупуа Тамасесе Меаоле и Ноуе Ирене Густава Таиси Нельсон.
Окончил начальную школу братьев Марист в Муливаи (Апиа). Продолжил обучение в колледже Святого Патрика в Сильвестреме (Веллингтон, Новая Зеландия).
По окончании колледжа учился в Университете победы Веллингтона.
Жена — Масиофо Филифилиа Имо, известная также как Масиофо Филифилиа Тамасесе.

## Премьер-министр Самоа
Тупуа начал свою политическую карьеру в 1966 году, став депутатом парламента Самоа. Он представлял округ Восток Аноамаа.
Министр общественных работ Самоа в 1970—1972 годах. Премьер-министр страны в 1976—1982 годах Первый премьер, не имевший титула (матаи) верховного вождя — возглавил правительство с именем Тупулоа Таиси Туфуга Эфи; в последующем включил в своё имя другие титулы матаи, включая один из четырёх верховных (Тупуа Тамасесе), после чего его полное имя стало Туи Атуа Тупуа Тамасесе Таиси Тупуола Туфуга Эфи (англ. Tui Atua Tupua Tamasese Taisi Tupuola Tufuga Efi).
Вице-премьер в 1985—1988 годах
В 1981 году страну парализовала многомесячная всеобщая забастовка, организованная Государственной ассоциацией услуг. Это позволило оппозиционной Партии защиты прав человека прийти к власти и сформировать правительство в 1982 году. Партия защиты прав человека находится у власти до настоящего времени.
В 1982 году Тупуа стал лидером парламентской оппозиции. Руководил Национальной партией развития Самоа. Являлся членом парламента от Востока Аноамаа до 2004 года, когда он стал одним из двух членов Совета депутатов Самоа вместе с Туималеалиифано Ваалетоа.

## Глава государства
После смерти Малиетоа Танумафили II, главы государства Самоа с 1962 года, Тупуа как член Совета депутатов стал одним из двух ведущих фигур в стране. 16 июня 2007 года Тупуа был избран на пост главы государства (его кандидатура была единственной). Официальное принятие поста состоялось 21 июня 2007 года.